# 辛国焕
辛国焕（：／ Sin Gug-hwan，1939年9月2日—2020年12月9日），韩国政治人物。前国会议员。

## 生平
1939年生于醴泉郡開浦面。早年毕业于醴泉初中、庆北高等学校。1963年毕业于首尔大学法学院。曾任工业振兴厅厅长、自由民主联盟总裁经济特别助理。2000年至2003年担任产业资源部长。2004年至2008年担任国会议员。2020年12月9日逝世。